# Lego Marvel Super Heroes
Lego Marvel Super Heroes — приключенческий боевик 2013 года, разработанный Traveller's Tales в рамках сотрудничества с Lego Group. Warner Bros. Interactive Entertainment издала игру для PlayStation 3, Xbox 360, Wii U, PlayStation 4, Xbox One, Nintendo Switch и Microsoft Windows, а Feral Interactive — для OS X. По части игрового процесса она напоминает другие совместные проекты Lego и Traveller's Tales, например Lego Star Wars: The Complete Saga (2007) и Lego Batman 2: DC Super Heroes (2012). TT Fusion выпустила портативную версию игры под названием Lego Marvel Super Heroes: Universe in Peril для iOS, Android, Nintendo DS, Nintendo 3DS и PlayStation Vita. Релиз версии для Nintendo Switch состоялся 8 октября 2021 года.
По сюжету, различные супергерои вселенной Marvel объединяют усилия в противостоянии с Доктором Думом и Локи, у которых, в свою очередь, имеется собственная армия суперзлодеев для завоевания Земли; чтобы воплотить свой замысел, Дум собирается построить из обломков доски Серебряного Сёрфера, известных как «космические блоки», оружие массового поражения «Смертоносный луч».
Lego Marvel Super Heroes получила преимущественно положительные отзывы и, на данный момент, она является самой продаваемой компьютерной игрой Lego в истории. 26 января 2016 года вышел её спин-офф под названием Lego Marvel’s Avengers, а 14 ноября 2017 года состоялся релиз продолжения — Lego Marvel Super Heroes 2.

## Игровой процесс

Железный человек исследует окрестности Lego-версии Манхэттена

Подобно другим проектам Lego, в Marvel Super Heroes есть большое количество игровых персонажей — всего их — 180 —, каждый из которых обладает уникальными способностями. К примеру, Человек-паук в состоянии раскачиваться на паутине, а его «паучье чутьё» реагирует на угрозу, в то время как Халк, который крупнее стандартных минифигурок, может бросать большие предметы, а также превращаться в своё альтер эго Брюса Бэннера; последний способен взламывать компьютеры. Главным антагонистом игры выступает Галактус. По словам руководителя разработки Артура Парсонса и исполнительного продюсера Фила Ринга, ключевой локацией Marvel Super Heroes является Lego-версия Манхэттена (штат Нью-Йорк), где игрок может исследовать такие места, как острова Свободы и Райкера. Также разработчики создали Lego-версию Асгарда.
По задумке создателей, число NPC пополнил один из самых известных сотрудников Marvel Comics Стэн Ли. Он — главный герой миссий под названием «Стэн Ли в опасности», основанных на миссиях «Гражданин в опасности» из предыдущих игр франшизы. В открытом мире Стэн является одним из игровых персонажей и обладает некоторыми способностями супергероев, например паутиной Человека-паука, пламенем Человека-факела, лучами Циклопа, гибкостью Мистера Фантастика и адамантиевым скелетом Росомахи; когда его очки здоровья подходят к концу, он приобретает способность превращаться в Халка.
Персонажи открываются по мере прохождения сюжетной кампании; после этого игрок может свободно управлять ими в Lego-версии Нью-Йорка и выполнять побочные задания. Рассказчиком в бонусных миссиях выступает Дэдпул. Всего в основной однопользовательской кампании 15 сюжетных миссий и 11 побочных.
Образы многих ключевых минифигурок Lego основаны на версиях супергероев из фильмов первой и второй фазы медиафраншизы «Кинематографическая вселенная Marvel». Тони Старк смоделирован с Роберта Дауни-младшего, Ник Фьюри — с Сэмюэля Л. Джексона, агент Фил Колсон — с Кларка Грегга, который также озвучил его, Капитан Америка — с Криса Эванса, Чёрная вдова — со Скарлетт Йоханссон, Брюс Бэннер — с Марка Руффало, Клинт Бартон — с Джереми Реннера, Локи — с Тома Хиддлстона, Тор — с Криса Хемсворта, а Мария Хилл — с Коби Смолдерс.

## Сюжет
Странствуя по вселенной в поисках новых миров, которые должны стать пищей его хозяина Галактус, Серебряный Сёрфер попадает в ловушку Доктора Дума, а его доска распадается на несколько «космических блоков». Получив предупреждение о приближении Галактуса к Земле от заключённого в тюрьму Локи, Дум решает построить оружие массового поражения под названием «Смертоносный луч», с помощью которого он собирается победить Галактуса, а затем захватить власть над миром. Тем временем Ник Фьюри поручает героям Земли собрать блоки, чтобы те не попали в руки злодеев.
Нанятые Думом Песочный человек и Мерзость захватывают Центральный вокзал Нью-Йорка, где их вскоре побеждают Железный человек, Халк и Человек-паук. Супергерои отдают добытый блок Фантастической четвёрке в здание Бакстера, однако его крадёт Доктор Осьминог, после чего Мистер Фантастик и Капитан Америка бросаются вслед за ним. Битва переносится в Daily Bugle, где к героям присоединяется Человек-паук, и завершается на Таймс-сквер, однако Осьминог успевает передать блок Зелёному гоблину. Затем Чёрная вдова, Соколиный Глаз и Человек-паук проникают в «Oscorp», где на их пути встаёт Веном, позволяющий Гоблину сбежать.
Железный человек и Халк отправляются в Рафт, чтобы предотвратить тюремный бунт, организованный Магнето, Мистик и Саблезубым, чтобы вызволить Локи и других злодеев. При поддержке Росомахи они побеждают сбежавших заключённых и Саблезубого, однако Магнето разрушает броню Железного Человека и сбегает вместе с Мистик и Локи. Капитан Америка и Тони Старк прибывают в Башню Старка, чтобы последний мог сменить костюм, и сталкиваются с Локи, Мандарином и Олдричем Киллианом, которые успели взломать Д.Ж.А.Р.В.И.С.а и настроить против героев. Вернув Д.Ж.А.Р.В.И.С.а в нормальное состояние, супергерои побеждают Мандарина и Киллиана, однако Локи ускользает, прихватив с собой экспериментальный реактор Старка.
В то время как Щ.И.Т. отслеживает сигнатуру реактора на базе ГИДРЫ, расположенной под Эмпайр-Стейт-Билдинг, Чёрная вдова и Соколиный глаз обнаруживают, что Красный Череп и Арним Зола построили портальный генератор, подпитываемый украденным реактором, чтобы Локи смог проникнуть в Асгард. Человек-факел, Капитан Америка и Росомаха присоединяются к сражению против Красного Черепа, в процессе случайно повреждая генератор портала. Троица заручается поддержкой Тора, чтобы схватить Локи, который, объединившись с ледяными гигантами, вторгается в Асгард и крадёт Тессеракт. Локи обрушивает на героев Разрушителя, но они одерживают верх и забирают Тессеракт, хотя Локи удаётся скрыться. Росомаха переносит Тессеракт в Особняк Икс, чтобы Профессор Икс смог изучить его, а Дум, в свою очередь, отправляет за ним Братство мутантов. Люди Икс побеждают Жабу, Пиро и Джаггернаута, но Магнето и Мистик успевают выкрасть Тессеракт. Прибывшие в Латверию Ник Фьюри и Фантастическая четвёрка штурмуют замок Дума, побеждают Зелёного гоблина и освобождают Серебряного Сёрфера, однако Дум и Локи сбегают.
Железный человек, Тор и Человек-паук проникают на подводную лодку А.И.М., где скрывается Дум, побеждают МОДОКа и захватывают Дума благодаря Джин Грей. Тем не менее, злодея спасает Магнето, взявший под контроль Статую Свободы. Несмотря на попытки Мистера Фантастика, Росомахи и Халка остановить его после победы над Вдохновителем, Магнето переносит Статую на остров, наполненный динозаврами из Дикой Земли, а затем использует украденное у «Роксон» ядерное ядро в качестве источника энергии для своей космической станции Астероид М. Капитан Америка, Шторм и Существо преследуют Магнето, попутно побеждая Носорога и замаскированную под Магнето Мистик, однако они не успевают саботировать запуск станции.
Железный человек, Тор и Человек-паук проникают на Астероид М и побеждают Магнето, прежде чем сразиться с Думом и Локи, которые завершили строительство «Смертоносного луча». Дум выводит из строя Железного человека и Тора, но прибывшие Капитан Америка, Существо и Шторм помогают Человеку-пауку победить его. Локи раскрывает, что всё это время манипулировал Думом, чтобы тот построил летающую капсулу, подпитываемую Тессерактом, которая позволит ему управлять Галактусом и уничтожить Землю и Асгард. Когда Галактус прибывает, чтобы поглотить Землю, Локи подчиняет его разум и заставляет уничтожить Астероид М, хотя все на борту выживают. Чтобы остановить Локи и Галактуса, герои и злодеи формируют союз; они открывают портал в неизвестное космическое пространство и отправляют через него двоих сверхлюдей, которые уничтожают капсулу Локи и освобождают Галактуса из-под его контроля. В то время как Ник Фьюри возвращает Тессеракт, герои решают в благодарность дать злодеям фору, чтобы те не попали в заточение. Восстановив доску, Серебряный Серфёр восполняет утраченные силы и покидает Землю, обещая увести Галактуса подальше от этой планеты.
В сцене после титров Фьюри наблюдает за ремонтом Статуи Свободы. Появляются Стражи Галактики, которые ранее получили сигнал о помощи но не смогли прибыть вовремя. Тем не менее, Звёздный Лорд предупреждает Фьюри о другой угрозе Земле. В дальнейшем, обедая со строительной бригадой, Фьюри встречает Чёрную пантеру, который ищет своего кота мистера Тиддла, и говорит Фьюри, что жители Ваканды в долгу перед ним.

## Восприятие
| Сводный рейтинг    | Сводный рейтинг                                                    |
| Агрегатор          | Оценка                                                             |
| ------------------ | ------------------------------------------------------------------ |
| GameRankings       | (PS4) 83,24 % (PS3) 81,90 % (X360) 80,71 %                         |
| Metacritic         | (PS4) 83/100 (PC) 78/100 (X360) 80/100 (PS3) 82/100 (Wii U) 82/100 |
| Иноязычные издания |                                                                    |
| Издание            | Оценка                                                             |
| AllGame            | [ 28 ]                                                             |
| CVG                | 7/10                                                               |
| Destructoid        | 8,5/10                                                             |
| Eurogamer          | 9/10                                                               |
| Game Informer      | 9/10                                                               |
| GameSpot           | 7/10                                                               |
| IGN                | 9/10                                                               |
| Nintendo Life      | 9/10                                                               |
| Play (UK)          | 90/100                                                             |
| Polygon            | 8,5/10                                                             |
| The Escapist       | [ 38 ]                                                             |

Lego Marvel Super Heroes получила преимущественно положительные отзывы. К числу достоинств игры рецензенты отнесли юмористическую составляющую, разнообразие миссий, большое количество персонажей и игровой процесс с открытым миром. По данным агрегатора рецензий Metacritic, её средний балл составляет 83 из 100 на основе 22 рецензий, что указывает на «в целом положительный приём».
Стив Баттс из IGN дал игре 9 баллов из 10, назвав её лучшей игрой Marvel с момента выхода Marvel: Ultimate Alliance в 2006 году; он резюмировал: «это душевный и остроумный проект, который объединяет сотни культовых персонажей, локаций и сюжетов Marvel». Стив Хэннли из Hardcore Gamer поставил игре 4 из 5, охарактеризовав её как «одну из лучших игр Marvel этого поколения». Game Informer оценил Marvel Super Heroes на 9 баллов из 10, а Polygon — на 8,5 баллов из 10. В своей рецензии на версию для PS4 Мэтт Либл из GameZone отметил: «Lego Marvel Super Heroes от TT Games предоставляет отличный отдых после сложных спортивных игр и напряжённых шутеров, которые заполонили консоли».
В 2014 году Академия интерактивных искусств и наук номинировала Lego Marvel Super Heroes на премию D.I.C.E. Awards в категории «семейная игра года».
Президент Warner Bros. Interactive Entertainment Дэвид Хаддад заявил, что Lego Marvel Super Heroes стала самой продаваемой игрой Lego за всю историю существования компании.
Летом 2018 года, благодаря уязвимости в защите Steam Web API, стало известно, что точное количество пользователей сервиса Steam, которые играли в игру хотя бы один раз, составляет 991 243 человека.

## Загружаемый контент
Разработчики выпустили два официальных DLC к игре. В первом из них, под названием Super Pack, появились 7 новых персонажей: Тёмный Феникс, Зимний солдат, Человек-паук в симбиотическом костюме, Соколиный глаз в классическом костюме, Бета Рэй Билл, Танос и А-Бомба, а также два транспортных средства — внедорожник Человека-паука и мотоцикл Соколиного глаза, и 10 гонок, которые можно пройти только на новой технике. Второе DLC — Asgard Character Pack — вышло в ноябре и было приурочено к премьере картины «Тор 2: Царство тьмы»; оно добавило в игру 8 персонажей: Малекита, Курса, Сиф, Вольштагга, Одина, Огуна, Фандрала и Джейн Фостер.